# Chiamali Tempi Duri
Chiamali Tempi Duri è il primo album dei Tempi Duri, uscito nel 1982 sotto la produzione della casa discografica Fado.
Il disco fu registrato e missato negli studi di registrazione Stone Castle Studios e Il Cortile.

## Tracce
- Tutti i brani sono scritti da Carlo Facchini[1].

### Lato A
1. Via Waterloo - 4:04
2. In una notte così - 3:28
3. Via di qui - 3:23
4. Stella d'autunno - 4:29

### Lato B
1. Tempi duri - 3:18
2. Regina di dolore - 4:14
3. Elena - 3:48
4. Il nostro R&B - 3:15
5. Il castello - 2:04

## Formazione[1]
- Cristiano De André - voce, violino, chitarra, cori
- Carlo Facchini - voce, basso, chitarra a 12 corde, cori
- Loby C. Pimazzoni - chitarra solista, cori
- Marco Bisotto - batteria, percussioni